# Perdita croceipes
Perdita croceipes là một loài Hymenoptera trong họ Andrenidae. Loài này được Timberlake mô tả khoa học năm 1960.